# Řádkovací tunelový mikroskop

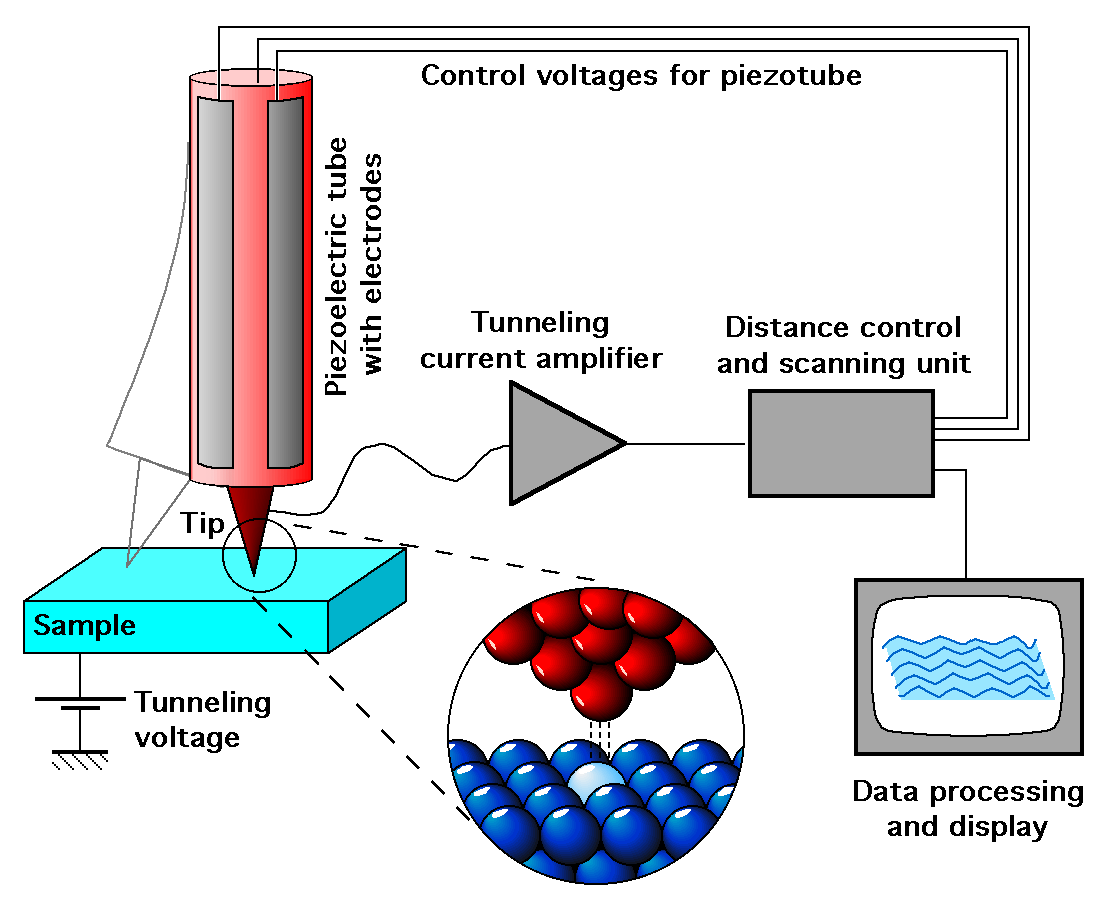
Angl. schéma STM

STM (z angl. Scanning Tunneling Microscope), jehož české označení zní řádkovací tunelový mikroskop, je druhem neoptického mikroskopu, který mapuje povrch vodivého vzorku pomocí změny průběhu potenciálu, resp. proudu při pohybu vodivé sondy nad vzorkem. Přesněji se jedná o závislost množství elektronů (velikosti el. proudu), které tuneluje z materiálu do hrotu sondy a jež je exponenciálně závislé na vzdálenosti. STM byl vynalezen v roce 1981 Gerdem Binnigem a Heinrichem Rohrerem, kteří za tento objev získali Nobelovu cenu.

## Postup
Nejprve se hrot přiblíží do těsné blízkosti vzorku nějakým hrubým přibližovacím mechanismem. Hodnoty běžné vzdálenosti hrotu a vzorku, W, se pohybují mezi 4 - 7 Å, což je rovnovážná poloha mezi přitažlivými (3 Å < W < 10 Å) a odpudivými (W < 3Å) silami. Jakmile nastane jev tunelování, piezoelektrické převodníky posouvají hrot ve třech směrech. Jak se hrot přesouvá po vzorku v rovině x-y, mění se hustota stavů a s ní i tunelovací proud. Může se měřit buď velikost tohoto proudu společně s polohou hrotu, nebo výška hrotu odpovídající konstantnímu proudu. Tyto dva způsoby se nazývají režim konstantní výšky a režim konstantního proudu.
V režimu konstantního proudu nastavuje elektronika zpětné vazby výšku hrotu změnou napětí do piezoelektrického ovládacího mechanismu.
V režimu konstantní výšky se udržuje konstantní napětí i výška, čímž se mění proud, aby se zabránilo změnám napětí. To vede ke vzniku obrázku podle změn proudu v různých místech povrchu, což může být vztaženo k hustotě náboje. Výhoda tohoto režimu je vyšší rychlost, protože piezoelektrické řízení v režimu konstantního proudu vyžaduje více času, aby zaregistrovalo změnu v proudu.
Kromě rastrování po povrchu vzorku se dá získat i informace o elektronické struktuře vzorku, pokud se mění napětí a měří se proud v dané poloze. Tento typ měření se nazývá řádkovací tunelová spektroskopie.

## Přístroj
Součásti řádkovacího tunelového mikroskopu jsou hrot, piezoelektrické ovládání výšky, x-y posun, hrubé ovládání přiblížení hrotu ke vzorku, systém odstranění vibrací a počítač.
Rozlišení obrázku je určeno poloměrem zakřivení hrotu mikroskopu. Mohou se projevit obrazové artefakty způsobené tím, že na konci hrotu jsou dva atomy místo pouze jednoho. Potom oba přispívají k výslednému tunelovacímu proudu a tím zkreslují obraz. Proto bylo nutné vyvinout postup, kterým se získají ostré hroty. V poslední době se například používají uhlíkové nanotrubice.

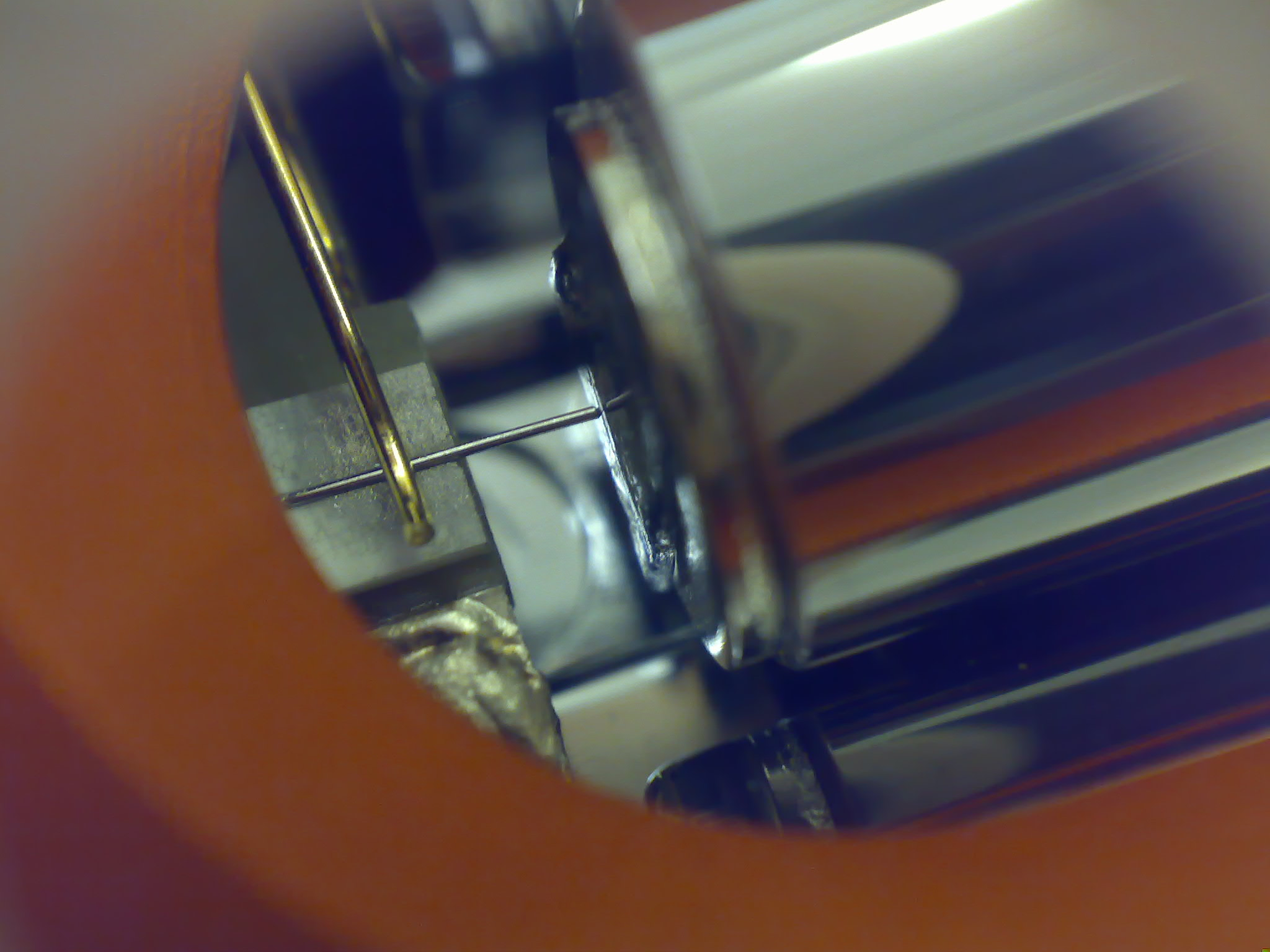
Detail hlavy řádkovacího tunelového mikroskopu na univerzitě St Andrews

Hrot je často zhotoven z wolframu nebo platiny-iridia, někdy rovněž ze zlata. Wolframové hroty se obvykle vyrábějí elektrochemickým leptáním, platiniridiové mechanickým střihem.
Díky extrémní citlivosti tunelového proudu na výšku je pro získání použitelných výsledků naprosto nezbytná izolace od vibrací. V prvním mikroskopu vyrobeném Binnigem a Rohrerem byla použitá magnetická levitace, nyní se využívají pružinové soustavy. Navíc se aplikují postupy na omezení vířivých proudů.
Udržování hrotu ve správné pozici vzhledem ke vzorku, řádkování po vzorku a získávání dat jsou řízené počítačem. Počítač se rovněž používá k vylepšení obrázků prostřednictvím zpracování obrazu a k provádění kvantitativních morfologických měření.